# پاک‌نهنگ
پاکیستوس (نام علمی: Pakicetus) سرده‌ای از پستانداران دوزیست از تیره پاک‌نهنگان بودند که در دوره ائوسن (۴۰٫۴–۵۵٫۸ میلیون سال پیش) در پاکستان امروزی زندگی می‌کردند. این جانوران نخستین کهن‌آب‌بازسانان و تشکیل دهنده پایهٔ این گروه بزرگ بودند.
سنگواره‌های بسیاری از پاکیستوس‌ها در کرانه‌های اقیانوس تتیس پاکستان پیدا شده‌اند و این گروه نامش را از همین جا می‌گیرد.

## ویژگی‌ها
در سال ۲۰۰۱ بقایای اسکلت کامل‌تری از این جانوران پیدا شد و این باور را تقویت کرد که آن‌ها جانورانی خشکی‌زی به اندازه گرگ بودند که شباهت بسیاری به میان‌پنجه‌ها داشتند. تویسن و همکارانش گزارش می‌کنند که آن‌ها پستاندارانی خشکی‌زی و دوزیست بودند که دوزیست بودنشان بیشتر از یک تاپیر معمولی کنونی نبود.